# Franz-Josef Heumannskämper

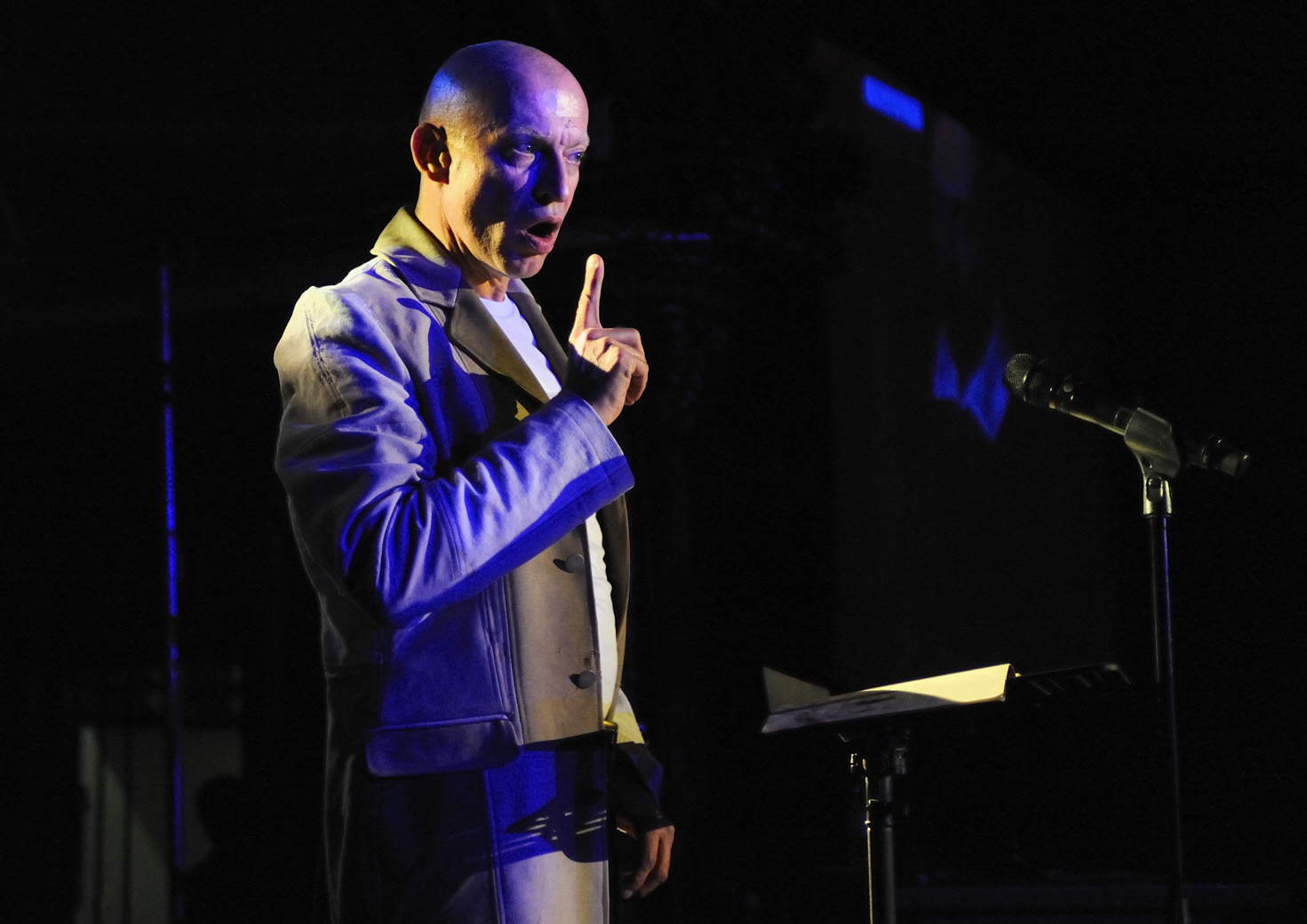
Franz-Josef Heumannskämper, performing "Stripsody" by Cathy Berberian

Franz-Josef Heumannskämper (* am Niederrhein) ist ein deutscher Regisseur, Performer und Ausstatter. Er lebt und arbeitet in Köln und Berlin.

## Leben
1977 begann die Ausbildung von Heumannskämper durch William Pearson; die daraus entstandene Zusammenarbeit dauerte bis zu dessen Tod 1995 an.
Von 1977 bis 1981 wirkte Heumannskämper an der Studiobühne+Filmwerkstatt der Universität Köln.
Von 1983 bis 1985 war er am Schauspielhaus Köln engagiert und arbeitete u. a. mit Robert Wilson an The CIVIL warS. Das war 1984 beim Berliner Theatertreffen im Internationalen Congress Centrum Berlin (ICC), und der WDR machte die TV-Produktion.
1980 begann Heumannskämper ein Studium für Design und visuelle Kommunikation an der Werkkunstschule Köln, FH Köln heute KISD Hochschule und Universität
Ab 1983 machte er viele Produktionen und Uraufführungen, die sich mit bildender Kunst, dem Theater sowie dem Musiktheater auseinandersetzten. In Luxemburg inszenierte er von 1989 bis 2011 regelmäßig, bevorzugt Zeitgenössisches. Ausgedehnte Tourneen führten ihn durch Europa, die USA, Afrika und Australien.
1983 machte er die erste eigene Produktion, Dadazuerich, Bühne: Gerhard Naschberger, Musikhochschule Köln, und 1985 Frankfurt Feste, Alte Oper.
Weitere Produktionen:
- 1985–91: Mix. Hommage á Max Ernst, Bühne: Hans Peter Adamski, Kunstsammlung NRW Düsseldorf, Galerie Pfefferle München;
- 1987: Nietzsche Live in Concert, Bühne: Gerhard Naschberger, Sound: Manos Tsangaris, Oper der Stadt Köln, Alter Wartesaal;
- 1988: Reichtum, Schönheit, Glück und Liebe, König Salomo, Museum Ludwig Köln;
- 1989–2004: Schwimmen nach Kambodscha von Spalding Gray mit Steve Karier, Luxemburg, Schauspielhaus Frankfurt, Schauspielhaus Bochum, Festival Avignon, RTL-TV-Produktion;
- 1991–92: Quartett von Heiner Müller mit Sabine von Maydell und Steve Karier, Théâtre de Capucines Luxemburg / Gloria Köln
- 1991–92: HerzschMerzen von Kurt Schwitters, Poster: Kai Althoff, mit dem Goethe-Institut, Köln, Brüssel, Luxemburg;
- 1994–96: Violett von Wassily Kandinsky, u. a. im Sprengel Museum Hannover, Gastspiele im South Bank Center London, in der Stadsschouwburg Amsterdam, am Piccolo Teatro Mailand und in der Kunsthalle Wien;
- 1999–2004: Checking-In von Andy Warhol, u. a. Luxemburg, Thalia Theater Hamburg, Museum Ludwig Köln.

## Neue Musik und Musiktheater – Inszenierungen und Interpretationen
Werke von Carola Baukholt, Cathy Berberian, Luciano Berio, Hans G Helms, Mauricio Kagel, Nam June Paik, Manos Tsangaris, Bernd Alois Zimmermann.
- 1990–93: El Cimarrón von Hans Werner Henze, mit dem Ensemble Modern und William Pearson, Alte Oper Frankfurt, Wiener Konzerthaus, Hebbel-Theater Berlin;
- 1991: Der Stand der Dinge von Faradsch Karajew mit dem Ensemble Modern und Ingo Metzmacher, Alte Oper Frankfurt, Berliner Festwochen, Wiener Konzerthaus;
- 2011: Der Tribun von Mauricio Kagel, Philharmonie Luxembourg;
- 2012: 12 Rooms Ruhrtriennale, Museum Folkwang Essen.
- 2016–2021 Performances und Uraufführungen mit Texten von Roland Schappert, u. a. Einraumhaus Mannheim, Galerie Rutkowski;68 Köln, Monodrama Festival Luxemburg, Kunstverein Schloss Morsbroich Leverkusen
- 2020–2022 mit Maiskind Tanz Performances und Filme 'Tanz Tausch' Köln, 'Cheers for Fears' Ringlokschuppen Mülheim an der Ruhr
- 2021 Performance 'The Mainfold Gender' Journey through the Body, Kunsthalle Düsseldorf
- 2022 'The Warm Decembers' Film by Lucy Beech, Vater Performer UA Kunsthalle Wien

## Alte Musik – Inszenierungen
mit dem Ensemble Sequentia
- 1991–94: Bordesholmer Marienklage 1475, Köln, Mailand, Holland Festival Utrecht, St. Viktor (Xanten), TV-Produktion: WDR, CD-Album: BMG;
- 1995–97: Edda I, Produktion für die Kulturhauptstadt Europa Luxemburg und Goethe-Institut, Gastspiele in Nancy, Stockholm und Kopenhagen, USA-Tour, Afrika, Accra Ghana, CD-Album: BMG;
- 1996–1999: Ordo Virtutum von Hildegard von Bingen;
- 1998: Eröffnungsinszenierung des Lincoln Center Festivals New York, Europa-Tour: Notre Dame Paris, Royal Albert Hall London, Stockholm, u. a. USA-Kanada-Tour: Boston, San Francisco, Los Angeles, Denver, Toronto u. a.;
- 1999: Melbourne Festival, Australien;
- 1996: CD-Album BMG, Grammy-Nominierung.

## Veröffentlichungen
- Franz-Josef Heumannskämper, Gerhard Naschberger: Der Mensch, der UFA-Palast, Köln 1985, ISBN 3-923167-05-9.

- Gespräch mit Franz-Josef Heumannskämper im philosophischen Podcast "Lachen und Weinen" 2020
- Dear Billy, Briefe an den Sänger William Pearson, wolke-verlag.de 2024, ISBN 978-3-95593-268-8